# 慧洋海運集團
慧洋海運集團（英語：Wisdom Marine Group）是台灣最大規模的散裝貨船船東之一，專注於國際海運、船舶租賃及管理業務。公司成立於1999年，並於2010年在台灣證券交易所掛牌上市（股票代號：2637）。

## 歷史
- 1999年：慧洋海運集團成立。
- 2003年：旗下惠航船舶管理有限公司通過法國驗船協會Panama DOC認證。
- 2009年：獲得HK DOC（香港船級社）認證。
- 2010年12月1日：於台灣證券交易所上市（股票代號：2637）。
- 2013年11月14日：於倫敦證券交易所發行全球存託憑證（GDR）。[2]
- 2018年：獲得台灣證券交易所「公司治理評鑑」前5%排名。[3]
- 2019年：於荷蘭鹿特丹設立Wisdom Lines Europe B.V.，拓展歐洲業務。

## 營運現況
截至2022年，慧洋海運擁有超過130艘散裝貨輪，主要船型包括：
- 巴拿馬極限型散貨船
- 海岬型散貨船
- 超級極限型散貨船
- 輕便極限型散貨船
- 輕便型散貨船
- 貨櫃船
- 原木船
- 木屑專用船

慧洋海運船隊的主要業務涵蓋：
- 國際乾散貨運輸
- 船舶管理與維護
- 租船業務
- 船務代理

公司與多家日本一流船廠合作，確保船舶現代化，並持續進行船舶更新，提高燃油效率與營運效能。

## 企業社會責任
慧洋海運積極參與環保與永續發展：
- 推動低排放船舶，引進節能減碳技術。
- 與國際海事組織（IMO）合作，提升海上安全與環境保護標準。
- 贊助台灣海洋大學等學術機構，培育航運人才。[4]

## 外部連結
- 慧洋海運官方網站 （页面存档备份，存于）
- 台灣證券交易所 - 慧洋海運